# Бентковский, Ян
Ян Бентковский (пол. Jan Bętkowski; 1806 — 5 января 1870, Краков) — австрийский польский педагог, издатель и учёный.
Родился в Галиции, в Самборском округе. 
Жил в Кракове, где владел доходным домом. Долгое время содержал пансион. В 1839 г. он издал польско-немецкий карманный словарь (Słownik podręczny polsko-niemiecki) Линде, Мронговиуша и Бандтке, дополненный в 1842 г. немецко-польским словарем. В 1849 году он перевел и опубликовал «Всеобщую историю начальных школ» (Historya powszechna: dla szkól elementarnych ułożona w porządku chronologicznym) Бертеро (Berthereau). 
Педагогическое и просветительское движение, усилившееся после 1848 года, поддерживалось в Кракове издательством еженедельника для юношества «Przewodnik» (Краков, 1850, вышло 13 номеров с апреля по июнь), где печатались статьи по религии, географии, истории, естествознанию, авторами которых были в том числе Станислав и Леон Хшановские (Stanisław i Leon Chrzanowskie), а также литературные новости. В 1852 году он опубликовал в Кракове своего рода морально-этический кодекс под названием «Человек с точки зрения его прав и обязанностей. Для молодежи.» (Człowiek pod względem praw i powinności swoich. Dla młodzieży.).
В 1867 году в Париже вышла анонимная брошюра «Slówko о obecnem posłannictwie Polski. Ludziom dobrej woli.», автором которой был Ян Бентковский. В ней содержались размышления автора о значении и положении польского народа в Европе. Работа разделена на главы: дух нашей национальности; национальная жизнь; христианская идея; национальное достояние. 
Умер в Кракове 5 января 1870 года.